# باربد صداقت
باربد صداقت متولد ۳۰ دی ۱۳۷۶ شهر تکاب عضو تیم ملی کاراته ایران، دارنده مدال طلا مسابقات جهانی جوانان سال ۲۰۱۷ اسپانیا تنریف دارنده مدال طلا مسابقات آسیایی جوانان سال ۲۰۱۷ قزاقستان آستانا دارنده مدال طلا مسابقات آسیایی بزرگسالان سال ۲۰۱۹ازبکستان تاشکند.
باربد صداقت کاراته را از سال ۱۳۸۶ آغاز کرد و در سال ۱۳۹۴ عضو تیم ملی کاراته ایران شد. در سال ۲۰۱۹ اولین مدال خود در رده سنی بزرگسالان را کسب کرد.
وی دانشجو رشته تربیت بدنی در مقطع کارشناسی در دانشگاه سراسری شهر تبریز است.
تیم ملی جوانان ایران با غلبه بر رقیب مراکشی خود موفق شد اولین مدال طلای ایران در همین دوره رقابتهای جهانی را به نام خود ثبت کند